# Thomas Jefferson
Thomas Jefferson (ur. 2 kwietnia?/13 kwietnia 1743 w Shadwell (Wirginia), zm. 4 lipca 1826 w Charlottesville) – amerykański prawnik, działacz niepodległościowy, archeolog, architekt, trzeci prezydent USA (1801–1809), jeden z autorów Deklaracji niepodległości Stanów Zjednoczonych, założyciel stanowego Uniwersytetu Wirginii.

## Młodość
Thomas Jefferson urodził się 13 kwietnia 1743 w Shadwell w kolonii Wirginia. Jego ojciec Peter Jefferson, plantator tytoniu, był z pochodzenia Walijczykiem, natomiast matka, Jane Randolph była pochodzenia szkocko-angielskiego.
Jego pierwszym nauczycielem był William Douglas, który uczył łaciny, greki i francuskiego. Kolejny etap edukacji prowadził pod okiem pastora Jamesa Maury’ego, który nauczał m.in. geologii oraz filozofii. W wieku 17 lat (1760) rozpoczął studia w College of William and Mary w ówczesnej stolicy stanu – Williamsburgu. Dwa lata później ukończył college i rozpoczął praktykę prawniczą w Williamsburgu. W 1767 uzyskał licencję na samodzielną działalność zawodową i prowadził dochodową choć nielubianą przez siebie karierę adwokacką przez następne dwa lata.

## Kariera polityczna

### Początki
Karierę polityczną rozpoczął w roku 1768, kiedy to został członkiem legislatury Kolonii Wirginia („House of Burgesses”). Już wtedy Jefferson wystosował projekt ustawy, który zezwalał na nadawanie wolności swoim niewolnikom. Kiedy House of Burgess zostało zawieszone przez gubernatora Wirginii Jefferson wraz z kolegami oświadczyli, że atak na jakąkolwiek kolonię, będzie równoznaczny z atakiem na wszystkie kolonie. Pozostał członkiem legislatury do 1775 roku, kiedy to została ona rozwiązana przez króla Jerzego III.

### Kongres Kontynentalny
Jefferson uzyskał nominację swojego stanu na delegata na 1. Kongres Kontynentalny, lecz z powodu dyzenterii nie mógł się na niego udać. Opracował wówczas projekt „A Summary View of the Rights of the British America”, w którym zawarł pretensje wobec korony brytyjskiej, a także przedstawił ekonomiczne i polityczne sankcje, nałożone na kolonistów przez króla. Wyraził także przekonanie, że koloniści nie są własnością Wielkiej Brytanii i jeśli król nadużywa swoich praw, koloniści mogą zrezygnować z jego władzy.
W latach 1775–1776 był deputowanym do 2. Kongresu Kontynentalnego, lecz pomiędzy grudniem 1775 a majem 1776 przebywał w Monticello (najpierw ze względu na chorobę żony, a potem śmierć matki). Kiedy powrócił na obrady Kongresu, został powołany na członka pięcioosobowej grupy, mającej opracować projekt Deklaracji niepodległości. Oprócz niego, nad dokumentem pracowali John Adams, Benjamin Franklin, Robert R. Livingston oraz Roger Sherman. Jefferson pracował nad dokumentem od 11 do 28 czerwca 1776, a 2 lipca Kongres zaaprobował jej tekst. Po głosowaniu z 4 lipca, w którym przyjęto Deklarację, przyszły prezydent brał udział w debacie nad Artykułami Konfederacji i we wrześniu 1776 wrócił do rodzinnego miasta.

### Stanowy parlament
We wrześniu 1776 wybrany do Izby Delegatów stanu Wirginii, izby niższej Zgromadzenia Narodowego Wirginii. W ciągu trzech lat urzędowania przygotował 126 projektów ustaw, w tym ustawę o wolności religii z 1779, która została uchwalona dopiero siedem lat później. Był także współautorem (wespół z George’em Masonem i Jamesem Madisonem) Konstytucji stanu Wirginia (Constitution of Virginia).
Od 1 czerwca 1779 do 3 czerwca 1781 Jefferson pełnił funkcję gubernatora Wirginii. W tym okresie, trwała wojna o niepodległość Stanów Zjednoczonych, podczas której Anglicy, wspierani przez Indian atakowali obrzeża stanu Wirginia. Niemający wojskowego doświadczenia Jefferson, odszedł ze stanowiska, na rzecz żołnierza Thomasa Nelsona, a następnie musiał uciekać z Monticello do kryjówki w Poplar Forest.

### Ambasador we Francji

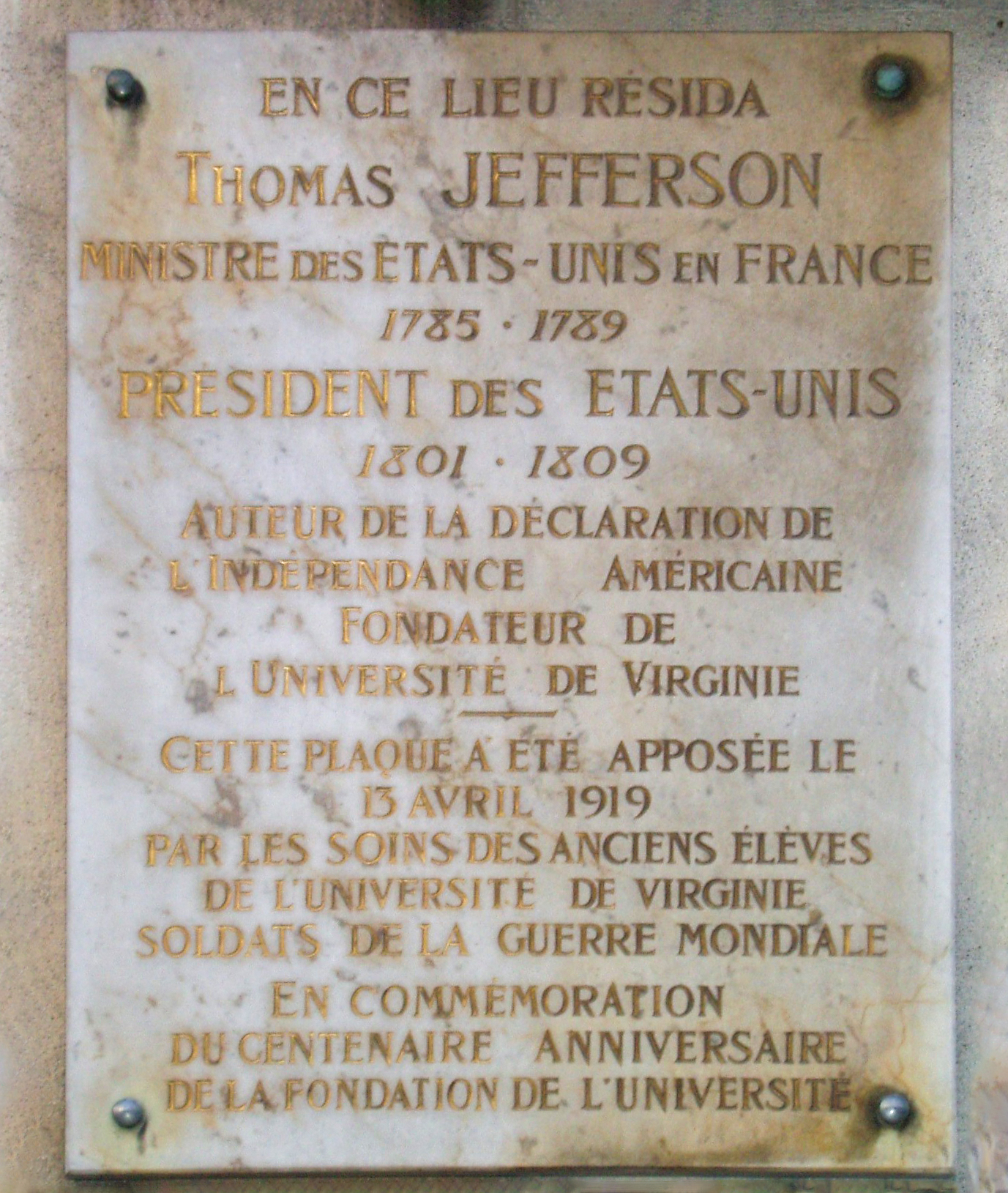
Tablica upamiętniająca miejsce zamieszkania Jeffersona w Paryżu

7 maja 1784 mianowano go ministrem pełnomocnym we Francji, by pomógł Benjaminowi Franklinowi i Johnowi Adamsowi w zawarciu układów handlowych i konsularnych z państwami Europy. Niecały rok później, 10 marca 1785 został mianowany następcą Franklina. Podczas jego pobytu na placówce dyplomatycznej, na Konwencji Konstytucyjnej w USA komisja opracowała i uchwaliła Konstytucję Stanów Zjednoczonych, do której Jefferson przysłał zawczasu listownie kilka poprawek. Funkcję ambasadora pełnił do października 1789 roku.

### Sekretarz stanu Stanów Zjednoczonych

Pieczęć Departamentu Stanu

Po swoim zaprzysiężeniu na 1. prezydenta USA, George Washington zaproponował mu objęcie urzędu sekretarza stanu. Propozycję Jefferson przyjął i objął urząd 26 września 1789. Już wówczas rodziły się silne antagonizmy pomiędzy sekretarzem stanu a sekretarzem skarbu Alexandrem Hamiltonem, pod którego silnym wpływem był prezydent Washington. Obaj panowie spierali się głównie w kwestii centralizacji władzy federalnej i sympatyzowania z mocarstwami europejskimi. Już pod koniec 1792 Jefferson chciał zrezygnować ze stanowiska, lecz za namową prezydenta postanowił pozostać na stanowisku jeszcze przez rok. Kiedy w lutym 1793 Francja wypowiedziała wojnę Anglii, Jefferson opowiadał się za neutralnością USA, podobnie jak Hamilton i Washington. W odróżnieniu jednak od nich, sekretarz stanu chciał, aby nie wypowiadać się na temat neutralności, dopóki któraś ze stron konfliktu o to nie poprosi. Dodatkowym problemem, była dla niego kłopotliwa działalność francuskiego posła Edmonda-Charles’a Genêta, który ostatecznie został wydalony ze Stanów Zjednoczonych. Jefferson, zmęczony politycznymi sporami w rządzie, zrezygnował ze stanowiska pod koniec 1793 i 16 stycznia 1794 powrócił do Monticello.

### Wiceprezydent USA

Pieczęć wiceprezydenta

Zaniepokojeni działalnością federalistów, demokratyczni republikanie wystawili kandydatury Thomasa Jeffersona i Aarona Burra w wyborach prezydenckich w 1796 roku. Jefferson w głosowaniu Kolegium Elektorów zdobył 68 głosów, przy 71 głosach ówczesnego wiceprezydenta Johna Adamsa. Zgodnie z ówczesnymi zasadami, to właśnie Adams został zaprzysiężony na 2. prezydenta Stanów Zjednoczonych, a Jefferson został wiceprezydentem.

### Prezydentura
W 1800 roku kandydatami Partii Demokratyczno-Republikańskiej ponownie zostali Thomas Jefferson i Aaron Burr, a kandydatami Partii Federalistycznej – urzędujący prezydent John Adams i Charles Pinckney. W wyniku bardzo ostrej kampanii wyborczej, przy walnym udziale prasy, w głosowaniu Kolegium Elektorów, Jefferson i Burr zdobyli po 73 głosy, natomiast Adams – 65, a Pinckney – 64. Zgodnie z ówczesnymi przepisami, wyboru musiała dokonać Izba Reprezentantów. W trzydziestu pięciu głosowaniach, żaden kandydat nie uzyskał wymaganej większości, dopiero w 36. głosowaniu, Hamilton, który bardziej nienawidził Burra, oddał głosy federalistów na Jeffersona. Uroczystość zaprzysiężenia odbyła się na Kapitolu, siedzibie Kongresu. Przysięgę odebrał John Marshall (mianowany przez Adamsa prezes Sądu Najwyższego), polityczny wróg Jeffersona.
Pierwszym wyzwaniem, jakie napotkał nowy prezydent, była sytuacja w północnej Afryce – władcy Trypolitanii, Maroka, Turcji czy Algierii ochraniali statki amerykańskie i europejskie za odpowiednią opłatą. Władcy tych państw zażądali wyższych danin i wobec sprzeciwu Stanów Zjednoczonych, trypolitański statek zajął amerykański okręt wojenny „Philadelphia”. Jefferson postanowił wówczas wysłać wojsko do Trypolitanii, co skłoniło władze tego kraju na pójście na ustępstwa wobec USA i podpisanie nowych porozumień. Ameryka przestała wówczas płacić za wolny handel z państwami śródziemnomorskimi. Te działania sprokurowały Jeffersona do rozbudowy floty wojennej, której nadał status sił policyjnych.
W przeciwieństwie do federalistów, którzy byli rzecznikami interesów żeglugi i handlu, demokratyczni republikanie, tacy jak Jefferson, byli reprezentantami stanów farmerskich i rolniczych. Jego polityka skupiała się głównie na ekspansji terytorialnej USA. W jej ramach, prezydent poczynił starania do zakupu Luizjany, która do 1801 należała do Hiszpanii, jednak została oddana napoleońskiej Francji. 12 stycznia 1803 Jefferson, za zgodą Senatu wydał 2 miliony dolarów na zakup Nowego Orleanu i Florydy Zachodniej oraz wysłał na rokowania do Paryża posła Jamesa Monroego. Obawiano się wówczas, że Francja może także uniemożliwić transport wodny rzeką Missisipi. Po trzech miesiącach – 30 kwietnia 1803 roku Stany Zjednoczone zakupiły Luizjanę od Francji za kwotę 15 milionów dolarów. Pomimo że prezydentowi bardzo zależało na tej transakcji, uważał ją za niekonstytucyjną i chciał wprowadzenia w przyszłości odpowiedniej poprawki do konstytucji. Kupno zatwierdził także Senat, 20 października 1803 roku. Takie działanie skłoniło Jeffersona do kontynuowania ekspansji – rozpoczął nowe negocjacje z Hiszpanią i Francją, związane z kupnem Zachodniej Florydy. Pomimo użycia różnych form dyplomacji: negocjacji, kupna i gróźb, do końca swojej drugiej kadencji nie udało mu się zrealizować tego celu. Ponieważ tereny leżące w zachodniej części ówczesnych Stanów Zjednoczonych (zwłaszcza nowo zakupiona Luizjana) były słabo zbadane, w maju 1804 roku Jefferson wysłał ekspedycję Lewisa i Clarka, która miała zbadać tamtejsze obszary. Misja trwała 3 lata, a jej wykonawcy dotarli aż do terenów Oregonu.
W czasie swojej pierwszej kadencji Jefferson zakupił także Ohio (1 marca 1803) oraz utworzył Akademię Wojskową w West Point (4 lipca 1802).
W wyborach prezydenckich w 1804 – już na nowych zasadach – otrzymał aż 162 głosy elektorskie, przy 14 głosach dla Charlesa Pinckneya. Na wiceprezydenta został wybrany George Clinton, który pokonał Rufusa Kinga.
W drugiej kadencji, konflikt pomiędzy mocarstwami europejskimi: Francją i Anglią, poważnie wpłynął na gospodarkę Stanów Zjednoczonych. Od 1806 oba państwa blokowały wzajemnie swoje porty i pieczołowicie przeszukiwały statki amerykańskie. W 1807 roku, Brytyjczycy przechwycili amerykańską fregatę „Chesapeake”, pod pretekstem przewożenia dezerterów. Niechętny wojnie Jefferson początkowo postanowił wstrzymać handel z Koroną Brytyjską, a 18 grudnia tr. zaproponował wprowadzenie embarga na handel zagraniczny. Ustawa została przegłosowana przez Izbę Reprezentantów trzy dni później, a poprawki wprowadzono 8 stycznia 1808. Trzy miesiące później, pogorszyły się także stosunki z Francją, bowiem 17 kwietnia Napoleon zajął amerykańskie statki, które znajdowały się we francuskich portach. Francuzi dokonali zaboru towarów o wartości około 10 milionów dolarów. Wkrótce potem prezydent wysłał do Londynu Williama Pinkneya, który wraz z Jamesem Monroe miał negocjować z Anglią. Negocjacje zakończyły się fiaskiem, gdyż nie doszło do podpisania żadnego paktu, choć Korona nieformalnie zobowiązała się do lżejszego traktowania amerykańskich okrętów. Ponieważ Jefferson nie zgodził się na żadne połowiczne przyrzeczenia, embargo było kontynuowane, niemalże aż do końca jego kadencji. Dopiero 21 lutego zaproponował by je znieść, lecz decyzja w tej sprawie zapadła już za czasów jego następcy (embargo trwało od 22 grudnia 1807 do 1 czerwca 1809). W społeczeństwie amerykańskim działania prezydenta odbiły się szerokim echem – mieszkańcy stanów północnych i północno-wschodnich (żyjący głównie z handlu i żeglugi) ostro krytykowali prezydenta, podczas gdy mieszkańcy stanów południowych (których głównym źródłem utrzymania było rolnictwo), popierali Jeffersona. Ponieważ w okresie embarga prezydent zobowiązał milicję i marynarkę wojenną do jego przestrzegania, a także zwiększył liczebność wojska, pojawiły się zarzuty, m.in. senatora Samuela White’a z Delaware, że Jefferson wprowadził w kraju stan wojenny.
Podczas swojej drugiej kadencji Jefferson utworzył także trzy nowe terytoria stanowe – Michigan (1805), Nowy Orlean (1807) i Illinois (1809).
66-letni Jefferson odmówił kandydowania na trzecią kadencję i swoją prezydenturę zakończył 4 marca 1809, kiedy to zaprzysiężono 4. prezydenta Jamesa Madisona.

### Stany przyłączone do USA
- (17) Ohio – 1 marca 1803

## Emerytura
Po zakończeniu drugiej kadencji, Jefferson powrócił do rodzinnej posiadłości Monticello. Na emeryturze zajmował się pisaniem i badaniami naukowymi. Ponadto aktywnie doradzał swoim następcom i przyjaciołom – Jamesowi Madisonowi i Jamesowi Monroe (temu ostatniemu udzielił wskazówek, które potem stały się podstawą do tzw. doktryny Monroe). Gościnny tryb życia Jeffersona sprawił, że pod koniec życia był bliski bankructwa, jednak zbiórka zorganizowana przez jego przyjaciół pozwoliła tego uniknąć. Zaangażował się także w tworzenie University of Virginia, który powstał w 1819 roku. Począwszy od 25 marca 1819, aż do śmierci 4 lipca 1826 Jefferson pełnił funkcję pierwszego rektora uniwersytetu.
Pisał książki o różnej tematyce: moralności, botanice, procedurze legislacji, filozofii. Jedyną pozycją wydaną za jego życia były Uwagi o stanie Wirginia. Kiedy podczas wojny amerykańsko-brytyjskiej spalono Bibliotekę Kongresu USA sprzedał 6,487 swoich książek za 23,950 dolarów (co stanowiło około połowy faktycznej ich wartości).

## Śmierć
Thomas Jefferson zmarł 4 lipca 1826 roku w Charlottesville, w 50. rocznicę podpisania Deklaracji Niepodległości. Zrządzeniem losu, tego samego dnia zmarł drugi prezydent-sygnatariusz Deklaracji – John Adams – jeden z głównych antagonistów Jeffersona.

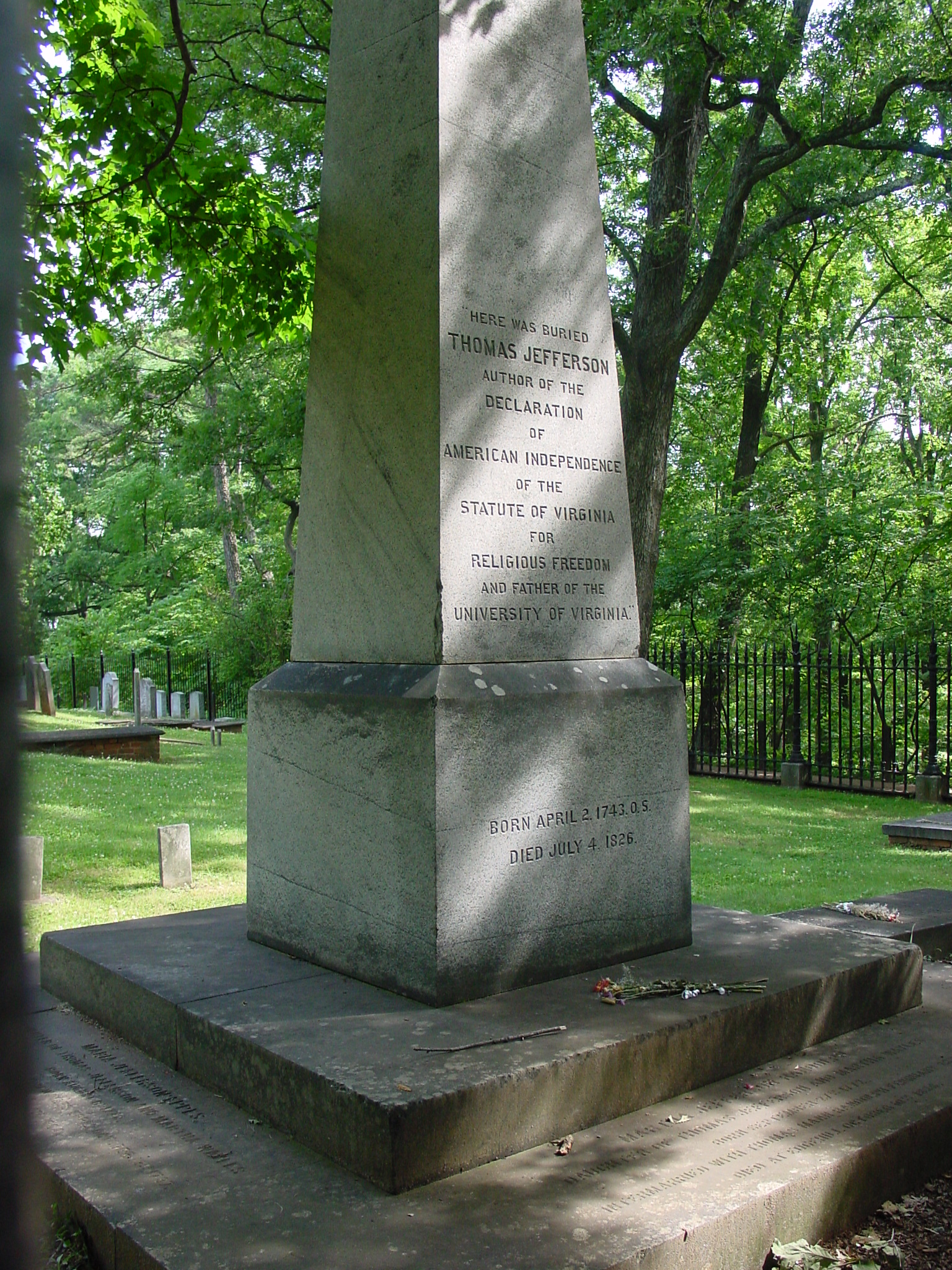
Obelisk przy wejściu na cmentarz

Thomas Jefferson jest pochowany w prywatnej posiadłości Charlottesville w stanie Wirginia. Przy wejściu na cmentarz znajduje się granitowy obelisk, na którym napisano:

Tu spoczywa Thomas Jefferson, autor Deklaracji Niepodległości Stanów Zjednoczonych, Statutu Wirginii na rzecz Wolności Religii i ojciec Uniwersytetu Wirginii

## Życie prywatne
1 stycznia 1772 poślubił bogatą wdowę Marthę Skelton z domu Wayles. Zaraz po weselu młodzi przenieśli się do posiadłości Jeffersona Monticello (dom był wówczas w budowie i zamieszkali w prowizorycznym domku). Jeffersonowie mieli sześcioro dzieci (syna i pięć córek), lecz tylko dwie córki – Martha i Maria – dożyły wieku dorosłego. Martha Skelton Jefferson zmarła 6 września 1782 roku. Przed śmiercią miała poprosić męża, by ten nigdy powtórnie się nie żenił – Jefferson dotrzymał tej obietnicy.
Obowiązki pierwszej damy pełniły jego najstarsza córka Martha oraz przyjaciółka Jeffersona Dolley Madison (żona Jamesa Madisona, następcy Jeffersona na stanowisku prezydenta).

## Zdrowie
Według wielu źródeł medycznych Jefferson miał ostre napady migreny przez większość życia. Sam prezydent określał swoje napady bólu głowy jako gwałtowne i oślepiające.

## Światopogląd

### Religia
Thomas Jefferson nie przynależał do żadnego z Kościołów, choć jego ślub odbył się w obrzędzie anglikańskim. Samego siebie określał jako prawdziwego chrześcijanina i wyznawcę etyki chrześcijańskiej. Jego polityczni przeciwnicy natomiast uważali go za „wyjącego ateistę” i zwolennika publicznego palenia Biblii.

### Niewolnictwo
Choć był jednym z największych posiadaczy niewolników Wirginii, był przeciwnikiem niewolnictwa. Jedną z jego pierwszych propozycji w legislaturze stanowej była ustawa o zniesieniu niewolnictwa, która jednak nie została przyjęta. W projekcie Deklaracji Niepodległości również potępił niewolnictwo, jednak fragment ten został wykreślony przez delegatów.

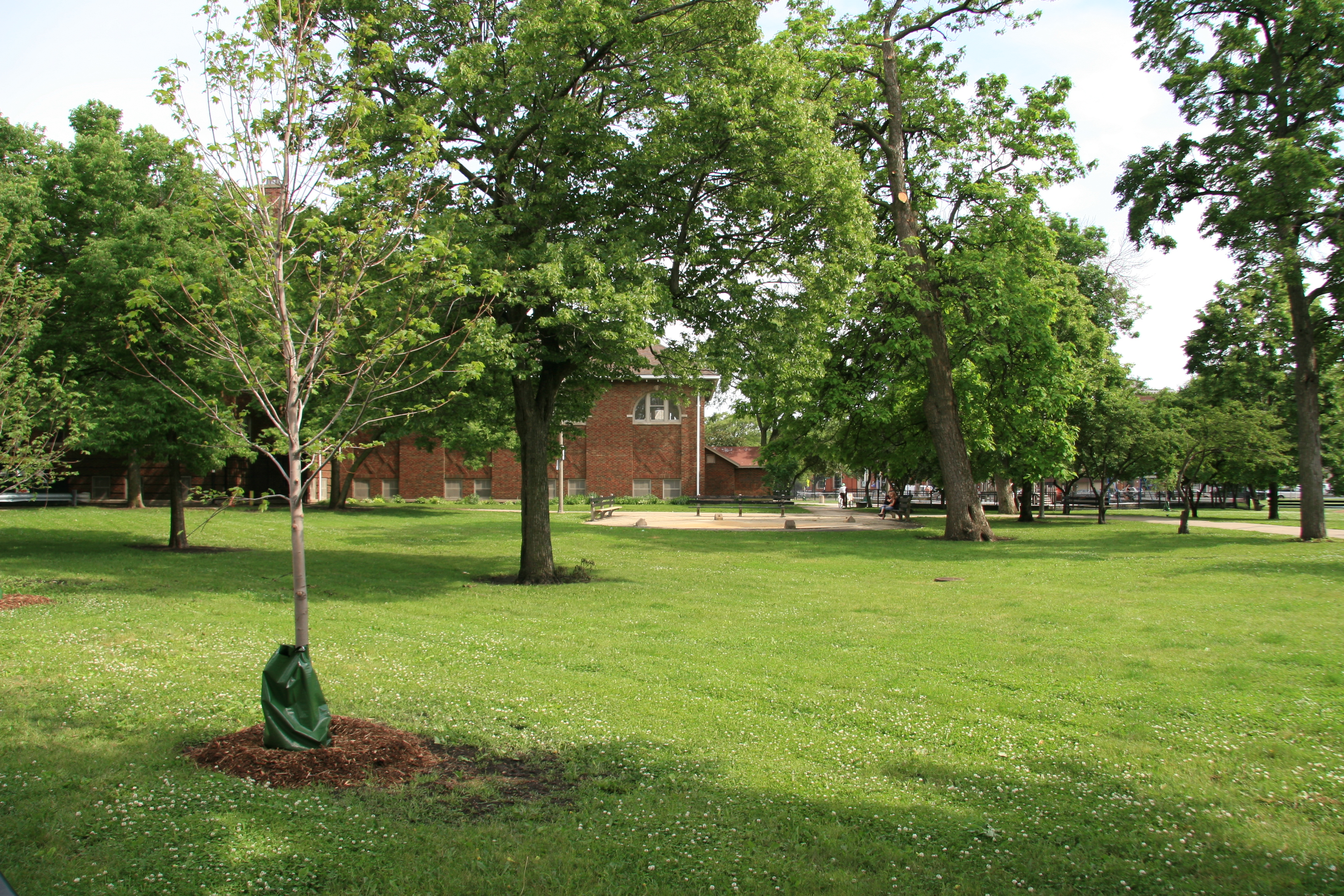
Park imienia Jeffersona w dzielnicy Jefferson Park w Chicago

W orędziu z 2 grudnia 1806 wyraził satysfakcję z nadchodzącego terminu możliwości zakazu sprowadzania niewolników, gratulując współobywatelom „zaprzestania gwałcenia praw człowieka”. Stosowną ustawę (wchodzącą w życie 1 stycznia 1808) podpisał 2 marca 1807. Jeszcze przed wejściem w życie tego aktu, z dniem 1 maja 1807, zakazany został handel ludźmi w koloniach brytyjskich Ustawą Parlamentu z 25 marca 1807.
Tadeusz Kościuszko pieniądze zarobione w Ameryce zapisał w testamencie na wyzwolenie i edukację czarnych niewolników. Jefferson miał być wykonawcą tego testamentu. Ponadto prezydent swoim testamentem wyzwolił pięcioro niewolników.

## Naukowiec
Jefferson był także pionierem w dziedzinie archeologii. W 1784 r. w swojej posiadłości przeprowadził pierwsze naukowe wykopaliska, przecinając kurhan rowem sondażowym, aby dowiedzieć się w jakim celu został on wzniesiony. Dzięki dokładności w prowadzeniu badań zdołał wyróżnić warstwy w swym wykopie. Zauważył również, że kości z dolnych warstw były gorzej zachowane, co mogło oznaczać, że miejsce to było używane jako miejsce pochówków w różnych okresach. Jefferson nie wykluczył, że kurhany były dziełem Indian, doszedł jednak do wniosku, że do rozstrzygnięcia tego problemu potrzeba więcej materiałów archeologicznych.
Jefferson działał również jako architekt, propagując w Stanach Zjednoczonych klasycyzm, który jego zdaniem uosabiał demokrację. Pod inicjałami „A.Z.” wysłał swoją pracę do konkursu na projekt siedziby prezydenta USA w Federal City. Konkurs wygrał jednak James Hoban. Opracował plany swojej posiadłości, budynków Uniwersytetu Wirginii oraz nowej stolicy stanu – Richmond. Zaprojektował także oryginalny system centralnego ogrzewania.
Był członkiem honorowym Towarzystwa Warszawskiego Przyjaciół Nauk.